# Antonio González Caballero
Antonio González Caballero (San Luis Potosí, San Luis Potosí, 4 de julio de 1931-14 de mayo de 2003, centro histórico de la Ciudad de México) fue un pintor, escultor, caricaturista, guionista de cine, radio, televisión, cuentista, novelista, director teatral, pedagogo, dramaturgo mexicano, es reconocido como uno de los grandes hombres del teatro mexicano.
Conocido primero como pintor, en 1960 inició su carrera profesional como dramaturgo con el estreno de su comedia Señoritas a Disgusto. 
Creó un método de aprendizaje con base en las investigaciones que a Paul Klee y Vasili Kandinski, en los años 20, los hizo famosos como docentes de la Bauhaus alemana. De ese método de su primera escuela salieron algunos pintores y caricaturistas de renombre.
Fue profesor de actuación en el Instituto Andrés Soler de la A.N.D.A. (asociación Nacional de Actores), en el INBA en La escuela Nacional de Teatro al mando del Maestro Luis Gimeno, en el Instituto de Arte Escénico, en la Facultad de Estudios Superiores(F.E.S. Cuautitlán)de la Universidad Nacional Autónoma de México (UNAM) donde fundó el taller de teatro cuyo grupo representativo ahora lleva su nombre, en el Centro de Arte y Teatro de Emilia Carranza, así como en su propio Taller. 
Caballero mantuvo durante 32 años (desde 1971 hasta 2003) un taller dedicado a la exploración de la actuación. Es el creador de una técnica o método de actuación conocida como Método de actuación de González Caballero, así como creador de otros métodos que apoyan al actor en su trabajo sobre la escena.
Fue homenajeado en el Festival de Teatro de Tampico, Tamaulipas, en 1984 y en el Centro de Arte y Teatro Emilia Carranza, en 1992. Fue becario del Fondo Nacional para la Cultura y las Artes (FONCA), en dramaturgia, de 1990 a 1991, e ingresó al Sistema Nacional de Creadores Artísticos (SNCA) en 1994. 
Sus obras han sido incluidas en varias antologías, traducidas a diversos idiomas, representadas en varios países, filmadas y presentadas en televisión. Algunas de sus obras están recopiladas en una serie de tres libros publicada por iniciativa de un grupo de sus alumnos y editado por Editorial PAX, México.

## Premios obtenidos
- Premio Juan Ruíz de Alarcón de la Asociación de Críticos de Teatro de México (ACTM), en 1964
- Premio Nacional de Literatura Juan Ruiz de Alarcón por su trayectoria como dramaturgo, otorgado durante las Jornadas Alarconianas de 1989, en Taxco

## Obras
- Señoritas a Disgusto (1960)
- Una pura y dos con sal (1961)
- El medio pelo (1962)
- Nilo mi hijo (1963)
- Los jóvenes asoleados (1965)
- Tres en Josafat (1965)
- Las vírgenes prudentes (1967)
- La ciudad de los carrizos (1967)
- Asesino imperfecto (1967)
- Una reverenda madre (1968)
- La noche de los sincalzones (1969)
- El estupendhombre (1971)
- Las devoradoras de un ardiente helado (1972)
- El mago (1973)
- Los amigos o La proliferación (1975) (Primera versión),
- Tienes que o del contrario,...S.A. (1976)
- Amorosos amorales (1980)
- El retablo (1982)
- Vicente y María (1984)
- ¿Quiere usted concursar? (1985) (Primera versión)
- El Plop o Cómo escapar de la niebla (1990)
- La maraña (1990),
- El pisapapel (1991),
- ¿Quiere usted concursar? (1991) (Segunda versión),
- Los amigos o La proliferación (1991) (Segunda versión),
- Cuestión de opiniones en regla de tres acerca del yo (1991),
- En ausencia de... (1992)
- Las embarazadas (1992)
- Amordidas (1993)
- Viajero sin equipaje (1993),
- Los nudistas del buzón sentimental (1993)
- El siniestro y escalofriante doctor Frederik Ludwing von Mamerto o Antes de ver a un psicólogo consulta con tu abogado o Y tú, ¿quién eres? (1993)
- Delito en el escenario (1994)
- La señora y sus amibas (1997),
- El lado oscuro de la luna o Amanda en la noche (1998),
- Vete al diablo, vida mía (1999),

## Nilo mi hijo
- Esta fue su obra más lograda y exitosa, en 1976 fue llevada al cine en México, bajo el nombre de "La casa del pelicano" con Enrique Álvarez Félix como Nilo, junto a Jacqueline Andere y Daniela Romo, bajo la dirección de Sergio Véjar. También fue llevada a telenovela con el nombre "La barca y el río", protagonizada por Humberto Zurita y Bárbara Gil.

## Método de actuación
Su técnica de actuación (Método de actuación de González Caballero) promueve, a través de la exploración de una serie de apoyos imaginativo energéticos, la creación de personaje así como el desarrollo artístico del artista mismo.
Después de una gran revisión, exploración y análisis de todo el arte teatral moderno de occidente, González Caballero reconoce haber encontrado una serie de apoyos que, como la palabra lo indica, apoyan al actor en su proceso de creación de un personaje y así mismo a un reconocimiento de todos los estilos de actuación del teatro occidental de la modernidad (Naturalismo, Realismo, Supernaturalismo y Superrealismo).
El método es actualmente impartido y difundido por algunos de sus más cercanos discípulos, entre ellos Wilfrido Momox, y Magdalena Copca (quienes trabajan en el La Ciudad de México), Germán Gastélum, Juan Manuel Martínez, así como Gustavo Thomas quien ha realizado una recopilación de todo el método en un libro de edición limitada, publicado en 1999, así como difundiéndolo en sus propios talleres, conferencias y en internet. También figuran Vladimir Villegas (Puebla), Silvia Macip (España) y, de manera parcialmente indirecta (a través de Gustavo Thomas y de integrantes del grupo La Mueca, en los años noventa) Sergio Julián Monreal Vázquez (Morelia). Asimismo, el actor y escritor Alain Stevez (quien fuera su discípulo en 1990 en el Centro de Arte y Teatro de Emilia Carranza) imparte la técnica de actuación del maestro Caballero en las ciudades de Playa del Carmen y Cozumel, en el estado de Q. Roo.